# 錨桿

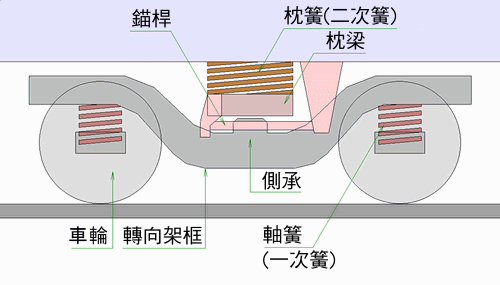
直結式轉向架的錨桿（粉紅色橫桿形的物件）

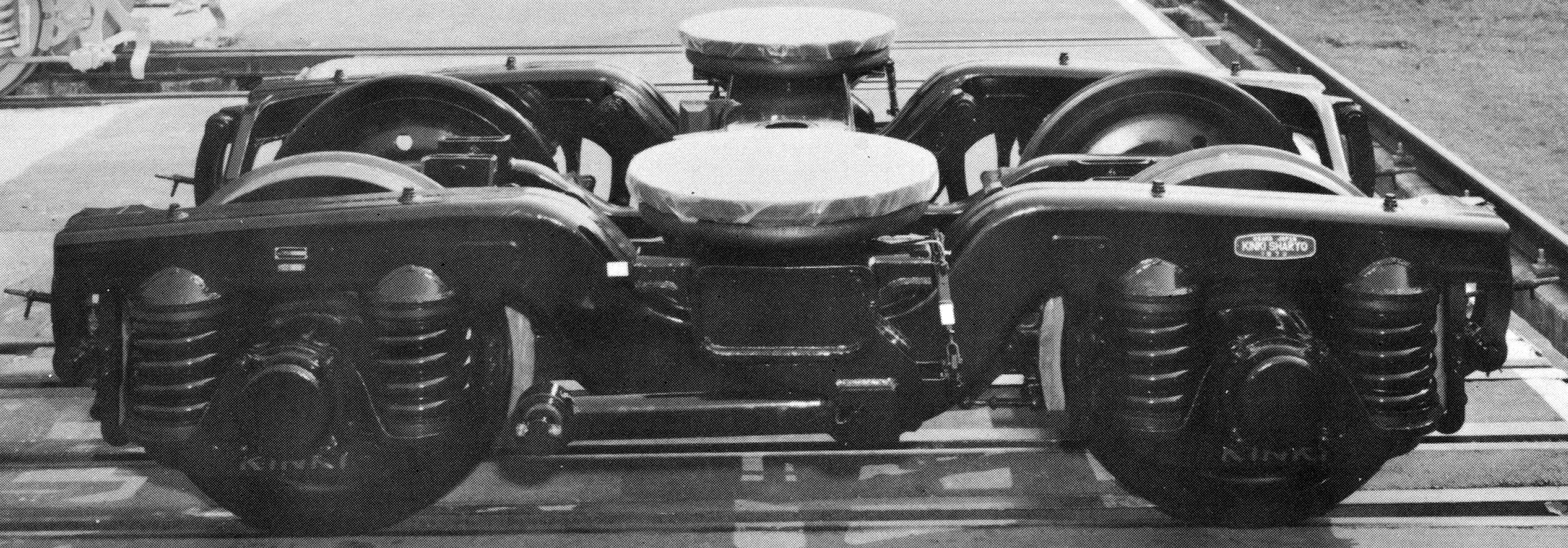
附錨桿轉向架之例（臺灣鐵路局TR50）

錨桿（英語：bolster anchor）為構成鐵路車輛轉向架的組件之一，為一種連結桿，一端裝於轉向架的枕梁（bolster）或上搖枕（upper swing bolster）上，另一端裝於車體或轉向架側梁上，其目的為減少車輛起動、煞車時之衝擊，以及行車中之前後振動，同時防止高速行車時之蛇行擺動。

## 錨桿的主要功用
裝有枕梁或上搖枕的轉向架，其用以支撐車體的枕簧一般僅能對應上下變動，而無足夠的剛性可對應如牽引、煞車造成的前後變動，為了避免轉向架在傳達牽引力/煞車力給車體的過程中發生脫離，需要對傳達牽引力/煞車力的弱點上予以前後方向的拘束，並傳達牽引力/煞車力，安裝錨桿為其方式之一。

## 錨桿的類型

### 搖枕式轉向架

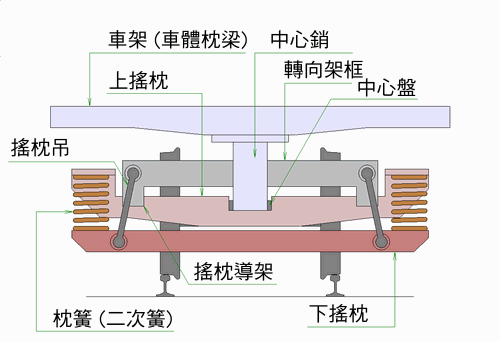
搖枕式轉向架（一點支持方式），搖枕導架式

搖枕式轉向架（搖枕導架式）動態

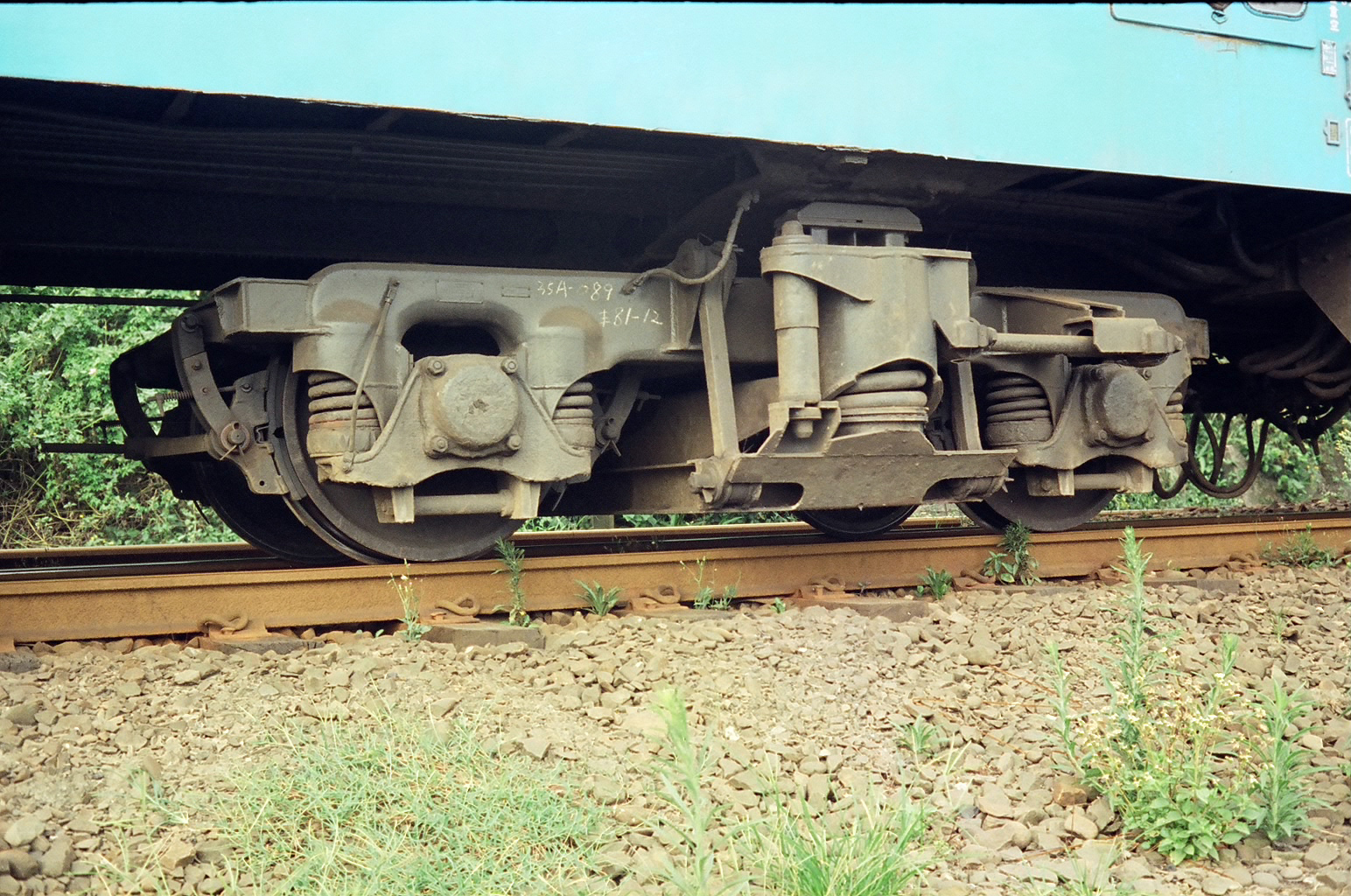
臺鐵TR35型轉向架

搖枕式轉向架具有2個枕梁（搖枕），錨桿裝於上搖枕與轉向架框之間，以往的搖枕式轉向架是藉由搖枕導架（bolster guide） 以摩擦板將上搖枕與轉向架框前後固定，但仍能使其上下左右移動（如右圖所示），此方式的缺點為上搖枕的移動會造成摩擦板的磨耗，使上搖枕與摩擦板間產生間隙，此間隙增大時除了會造成碰撞音外，難免在高速行車中產生蛇行動，因此於上搖枕與轉向架側梁間裝上錨桿，以確實將搖枕前後固定。錨桿於轉向架左右兩側的配置多為相對位置（臺鐵TR41型除外）。以下為力量的傳達方式：
車體重量（上下方向荷重）
車體 － 中心盤・側承 － 上搖枕 － 枕簧 － 下搖枕 － 搖枕吊 － 轉向架框 － 軸簧 － 軸箱 － 軸承 － 車軸 － 車輪 － 鋼軌
牽引力（前後方向荷重）
車體 － 中心銷 － 上搖枕 － 錨桿 － 轉向架框 － 軸箱 － 軸承 － 車軸 － 車輪

### 車體直結式轉向架
枕簧（二次簧）直結於車體，轉向架的旋轉發生於枕梁下方，錨桿一端固定於枕梁，另一端接於車架，以對轉向架前後拘束並傳達牽引力，錨桿的垂直位置靠近轉向架之前後傾擺（pitching）中心，可減少車體前後動搖。錨桿於轉向架左右兩側的配置為對稱位置。以下為力量的傳達方式：
車體重量（上下方向荷重）
車體 － 枕簧 － 枕梁 － 中心樞軸/銷・側承 － 轉向架框 － 軸簧 － 軸箱 － 軸承 － 車軸 － 車輪 － 鋼軌
牽引力（前後方向荷重）
車體 － 錨桿 － 枕梁 － 中心樞軸/銷 － 轉向架框 － 軸箱 － 軸承 － 車軸 － 車輪

### 非直結式轉向架

非直結式轉向架動態（側視圖）

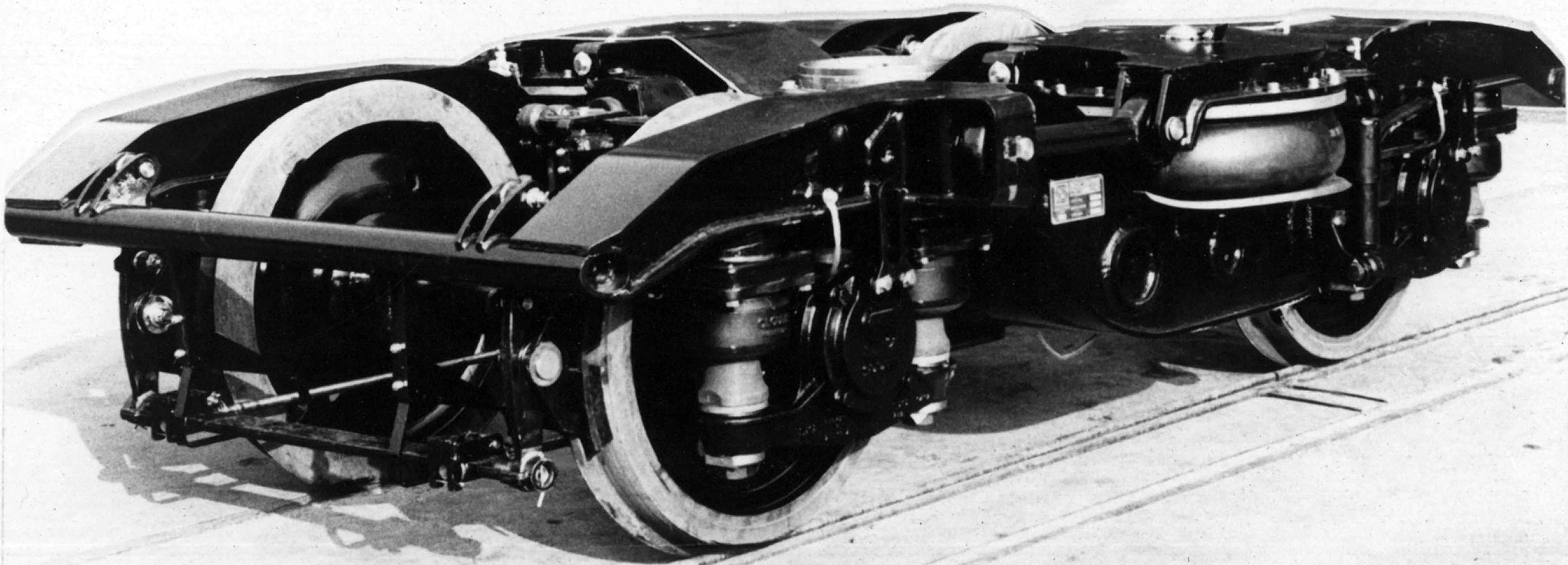
臺鐵TR51型轉向架

如臺鐵TR51型轉向架之型式，枕梁位於最上側，空氣彈簧（枕簧）位於枕梁下方，過彎時會隨轉向架框一同旋轉，其錨桿位於枕梁與轉向架框間。錨桿於轉向架左右兩側的配置多為相對位置。以下為力量的傳達方式：
車體重量（上下方向荷重）
車體 － 中心盤・側承 － 枕梁 － 枕簧 － 轉向架框 － 軸簧 － 軸箱 － 軸承 － 車軸 － 車輪 － 鋼軌
牽引力（前後方向荷重）
車體 － 中心樞軸/銷 － 枕梁 － 錨桿 － 轉向架框 － 軸箱 － 軸承 － 車軸 － 車輪

## 抗蛇行減震器與錨桿
部分轉向架（特別是無枕梁式空氣彈簧轉向架）會安裝抗蛇行減震器（yaw damper），由於其油壓缸安裝於轉向架框與車體之間，外觀上與錨桿的型態類似，但其主要作用為抑制高速行駛時空氣彈簧剛性不足而造成的蛇行動用，與傳達牽引力/煞車力為主的錨桿在構造上有根本的不同，在無枕梁式轉向架上與錨桿有類似功用的為位於轉向架中心處的牽引稈（traction link）。